# Tổng thống Honduras
Bản mẫu:Chính trị Honduras
Tổng thống Honduras (tiếng Tây Ban Nha: Presidente de Honduras) chính thức được gọi là Tổng thống Cộng hòa Honduras (tiếng Tây Ban Nha: Presidente de la República de Honduras), là người đứng đầu nhà nước và người đứng đầu chính phủ của Honduras và Tổng tư lệnh của Các lực lượng vũ trang. Theo năm 1982 Hiến pháp Honduras, Chính phủ Honduras bao gồm ba nhánh: hành pháp, lập pháp và tư pháp. Tổng thống là người đứng đầu nhánh hành pháp, nhiệm vụ chính của họ là "Thực thi và thi hành Hiến pháp, các hiệp ước và công ước, luật pháp và các quy định pháp lý khác". Tổng thống được bầu trực tiếp trong bốn năm nhiệm kỳ.

## Yêu cầu người đảm nhận chức vụ
Mục V, Chương 6 của Hiến pháp Honduras thành lập chức vụ Tổng thống và quy định quyền hạn và tư cách hợp lệ cho văn phòng. Trình độ chuyên môn cực kỳ nghiêm ngặt, được thiết kế để ngăn chặn chế độ độc tài bởi các nhân vật chính trị, quân sự hoặc doanh nghiệp. Để đủ điều kiện ra tranh cử tổng thống, ứng cử viên bắt buộc phải:
- Là một người Honduras sinh tự nhiên.
- Hơn 30 tuổi tại thời điểm bầu cử.
- Có toàn bộ quyền công dân của người Trinidad.
- Không phải là một quan chức của bất kỳ giáo phái hoặc giáo phái tôn giáo.
- Không được tham gia nghĩa vụ quân sự trong sáu tháng trước cuộc bầu cử.
- Không phải là người được bổ nhiệm làm tổng thống, thư ký hoặc thư ký tiểu bang, thẩm phán hoặc thành viên của tòa án bầu cử, tổng chưởng lý hoặc phó chưởng lý, tổng giám đốc hoặc phó tổng giám đốc, hoặc một giám đốc của một tổ chức tư nhân trong ít nhất sáu tháng trước cuộc bầu cử.
- Không phải là sĩ quan của lực lượng vũ trang hoặc thực thi pháp luật, hoặc là một người lính tích cực ở đó trong ít nhất 12 tháng trước cuộc bầu cử.
- Không phải là người phối ngẫu hoặc người thân của Tổng thống hoặc bất kỳ nhà lãnh đạo quân sự nào.

## Quyền hạn
Điều 45 của Hiến pháp Honduras quy định quyền và quyền hạn cụ thể cho chức vụ Tổng thống:
- Thực thi và thi hành Hiến pháp, các hiệp ước và công ước, luật pháp và các định hướng pháp lý khác.
- Chỉ đạo chính sách chung của Nhà nước và đại diện cho nó.
- Duy trì sự độc lập, danh dự, liêm chính và bất khả xâm phạm của Honduras.
- Duy trì hòa bình và an ninh của Cộng hòa và đẩy lùi mọi cuộc tấn công hoặc xâm lược của nước ngoài.
- Tự do bổ nhiệm và loại bỏ các thư ký của nội các của mình, và các chức vụ khác mà cuộc hẹn của họ không được giao cho các quan chức khác.
- Phát biểu trước Quốc hội vào phiên họp đặc biệt, hoặc đề xuất gia hạn phiên họp thường.
- Hạn chế hoặc đình chỉ việc thực hiện các quyền của Hội đồng Bộ trưởng, theo các quy định của Hiến pháp này.
- Giải quyết Quốc hội bất cứ lúc nào, và hoãn lại mỗi phiên họp lập pháp thông thường.
- Tham gia giới thiệu pháp luật trước Quốc hội bởi các thư ký nội các.
- Thực hiện các nghị quyết của cơ quan lập pháp, tư pháp và Tòa án bầu cử quốc gia.
- Ban hành nghị định, quy định và nghị quyết theo pháp luật.
- Chỉ đạo chính sách đối ngoại.
- Kết thúc các hiệp ước và công ước, được Quốc hội phê chuẩn.
- Bổ nhiệm người đứng đầu các cơ quan ngoại giao và lãnh sự.
- Tiếp đón các nguyên thủ quốc gia, và đại diện ngoại giao.
- Trở thành Tổng tư lệnh của Lực lượng Vũ trang, với cấp bậc Thiếu tướng.
- Tuyên bố chiến tranh và hòa bình trong trường hợp Quốc hội tạm dừng (mặc dù Quốc hội phải được triệu tập ngay lập tức vào phiên họp trong dịp đó).
- Đảm bảo hành vi chính thức tốt của các quan chức và nhân viên công cộng.
- Quản lý Kho bạc.
- Ra lệnh các biện pháp phi thường về các vấn đề kinh tế và tài chính khi được yêu cầu bởi lợi ích quốc gia, (phải được báo cáo trước Quốc hội).
- Đàm phán các khoản vay quốc tế, tìm kiếm sự chấp thuận của Quốc hội theo yêu cầu.
- Xây dựng Kế hoạch Phát triển Quốc gia, thảo luận trong nội các và được Quốc hội phê chuẩn, sau đó chỉ đạo và thực hiện kế hoạch đó.
- Điều chỉnh thuế quan theo quy định của pháp luật.
- Ân xá và đi lại án hình sự.
- Trao trang trí quân sự và dân sự.
- Thu thập doanh thu công và điều chỉnh các khoản đầu tư.
- Xuất bản Báo cáo thu nhập và chi tiêu hàng quý của doanh thu công.
- Tổ chức, chỉ đạo, hướng dẫn và thúc đẩy giáo dục công cộng.
- Duy trì và điều tiết chăm sóc sức khỏe của người dân Honduras.
- Thực hiện chính sách kinh tế và tài chính.
- Thực hiện giám sát và kiểm soát các tổ chức ngân hàng, bảo hiểm và tài chính thông qua Ngân hàng và Bảo hiểm Quốc gia, và bổ nhiệm các chủ tịch và phó chủ tịch của Ngân hàng Nhà nước.
- Để ra lệnh và thúc đẩy việc thực hiện nhanh chóng của sản xuất và cải cách nông nghiệp.
- Để xử phạt, phủ quyết, xuất bản và ban hành luật được Quốc hội thông qua.
- Chỉ đạo và hỗ trợ chính sách hội nhập kinh tế và xã hội, cả trong nước và quốc tế, nhằm cải thiện điều kiện sống của người dân Honduras.
- Tạo, duy trì và loại bỏ các dịch vụ công cộng.
- Phong quân hàm các cấp bậc quân sự từ trung úy đến đội trưởng, bao gồm.
- Đảm bảo rằng Quân đội phi chính trị, chuyên nghiệp và tuân lệnh.
- Cấp hoặc từ chối thư nhập tịch.
- Để cấp lương hưu, tiền thưởng và tiền thưởng.
- Cấp nhân cách pháp lý cho các hiệp hội dân sự.
- Đảm bảo sự hài hòa giữa vốn và lao động.
- Quy định mức lương tối thiểu.
- Cho phép hoặc từ chối, với sự ủy quyền của Quốc hội, quân đội của một quốc gia khác đi qua lãnh thổ của người Trinidad.
- Để cho phép, với sự ủy quyền của Quốc hội, đầu ra của quân đội Trinidad phục vụ trong lãnh thổ nước ngoài.
- Các chức năng khác do Hiến pháp và pháp luật trao tặng.

## Danh sách tổng thống Honduras
| No. | Chân dung | Tổng thống (Sinh–Mất)                                   | Năm đắc cử     | Thời gian tại nhiệm  | Thời gian tại nhiệm             | Thời gian tại nhiệm | Đảng phái          |
| No. | Chân dung | Tổng thống (Sinh–Mất)                                   | Năm đắc cử     | Bắt đầu nhiệm kỳ     | Kết thúc nhiệm kỳ               | Thời gian tại nhiệm | Đảng phái          |
| --- | --------- | ------------------------------------------------------- | -------------- | -------------------- | ------------------------------- | ------------------- | ------------------ |
| 1   |           | Juan Francisco de Molina                                | —              | 11 tháng 1 năm 1839  | 13 tháng 4 năm 1839             | 92 ngày             | Tự do              |
| —   |           | Felipe Neri Medina (1797–?) Quyền Tổng thống            | —              | 13 tháng 4 năm 1839  | 15 tháng 4 năm 1839             | 2 ngày              | Tự do              |
| —   |           | Juan José Alvarado (1798–1857) Quyền Tổng thống         | —              | 15 tháng 4 năm 1839  | 27 tháng 4 năm 1839             | 12 ngày             | Độc lập            |
| —   |           | José María Guerrero (1799–1853) Quyền Tổng thống        | —              | 27 tháng 4 năm 1839  | 10 tháng 8 năm 1839             | 105 ngày            | Bảo thủ            |
| —   |           | Mariano Garrigó (1810–?) Quyền Tổng thống               | —              | 10 tháng 8 năm 1839  | 20 tháng 8 năm 1839             | 10 ngày             | Độc lập            |
| —   |           | José María Bustillo (?–1855) Quyền Tổng thống           | —              | 20 tháng 8 năm 1839  | 27 tháng 8 năm 1839             | 7 ngày              | Bảo thủ            |
| —   |           | Hội đồng Bộ trưởng                                      | —              | 27 tháng 8 năm 1839  | 21 tháng 9 năm 1839             | 25 ngày             | Hội đồng Bộ trưởng |
| —   |           | Francisco Zelaya y Ayes (1798–1848) Quyền Tổng thống    | —              | 21 tháng 9 năm 1839  | 1 tháng 2 năm 1841              | 1 năm, 102 ngày     | Bảo thủ            |
| 2   |           | Francisco Ferrera (1794–1851)                           | —              | 1 tháng 1 năm 1841   | 31 tháng 12 năm 1842            | 364 ngày            | Bảo thủ            |
| —   |           | Hội đồng Bộ trưởng                                      | —              | 1 tháng 1 năm 1843   | 23 tháng 2 năm 1843             | 53 ngày             | Hội đồng Bộ trưởng |
| 3   |           | Francisco Ferrera (1794–1851)                           | —              | 23 tháng 2 năm 1843  | 31 tháng 12 năm 1844            | 1 năm, 312 ngày     | Bảo thủ            |
| —   |           | Hội đồng Bộ trưởng                                      | —              | 1 tháng 1 năm 1845   | 8 tháng 1 năm 1845              | 7 ngày              | Hội đồng Bộ trưởng |
| 4   |           | Coronado Chávez (1807–1881)                             | —              | 8 tháng 1 năm 1845   | 1 tháng 1 năm 1847              | 1 năm, 358 ngày     | Bảo thủ            |
| —   |           | Hội đồng Bộ trưởng                                      | —              | 1 tháng 1 năm 1847   | 12 tháng 2 năm 1847             | 42 ngày             | Hội đồng Bộ trưởng |
| 5   |           | Juan Lindo (1790–1857)                                  | —              | 12 tháng 2 năm 1847  | 1 tháng 2 năm 1852              | 4 năm, 354 ngày     | Bảo thủ            |
| —   |           | Francisco Gómez (?–1854) Quyền Tổng thống               | —              | 1 tháng 2 năm 1852   | 1 tháng 3 năm 1852              | 29 ngày             | Tự do              |
| 6   |           | José Trinidad Cabañas (1805–1871)                       | —              | 1 tháng 3 năm 1852   | 18 tháng 10 năm 1855            | 3 năm, 230 ngày     | Tự do              |
| —   |           | José Santiago Bueso (1815–1857) Quyền Tổng thống        | —              | 18 tháng 10 năm 1855 | 8 tháng 11 năm 1855             | 21 ngày             | Tự do              |
| —   |           | Francisco de Aguilar (1810–?) Quyền Tổng thống          | —              | 8 tháng 11 năm 1855  | 17 tháng 2 năm 1856             | 101 ngày            | Tự do              |
| 7   |           | José Santos Guardiola (1816–1862)                       | —              | 17 tháng 2 năm 1856  | 11 tháng 1 năm 1862             | 5 năm, 329 ngày     | Bảo thủ            |
| —   |           | José Francisco Montes (1830–1888) Quyền Tổng thống      | —              | 11 tháng 1 năm 1862  | 4 tháng 2 năm 1862              | 24 ngày             | Tự do              |
| —   |           | Victoriano Castellanos (1796–1862) Quyền Tổng thống     | —              | 4 tháng 2 năm 1862   | 11 tháng 12 năm 1862            | 310 ngày            | Tự do              |
| —   |           | José Francisco Montes (1830–1888) Quyền Tổng thống      | —              | 11 tháng 12 năm 1862 | 7 tháng 9 năm 1863              | 270 ngày            | Tự do              |
| —   |           | José María Medina (1826–1878) Quyền Tổng thống          | —              | 7 tháng 9 năm 1863   | 31 tháng 12 năm 1863            | 115 ngày            | Bảo thủ            |
| —   |           | Francisco Inestroza (1810–?) Quyền Tổng thống           | —              | 31 tháng 12 năm 1863 | 15 tháng 3 năm 1864             | 75 ngày             | Bảo thủ            |
| —   |           | Francisco Cruz Castro (1820–1895) Quyền Tổng thống      | —              | 5 tháng 9 năm 1869   | 14 tháng 1 năm 1870             | 131 ngày            | Bảo thủ            |
| 8   |           | José María Medina (1826–1878)                           | —              | 15 tháng 3 năm 1864  | 26 tháng 7 năm 1872             | 8 năm, 132 ngày     | Bảo thủ            |
| —   |           | Céleo Arias (1835–1890) Quyền Tổng thống                | —              | 26 tháng 7 năm 1872  | 13 tháng 1 năm 1874             | 1 năm, 170 ngày     | Tự do              |
| 9   |           | Ponciano Leiva (1821–1896)                              | —              | 13 tháng 1 năm 1874  | 8 tháng 6 năm 1876              | 2 năm, 147 ngày     | Bảo thủ            |
| —   |           | Marcelino Mejía Quyền Tổng thống                        | —              | 8 tháng 6 năm 1876   | 13 tháng 6 năm 1876             | 5 ngày              | Bảo thủ            |
| —   |           | Crescencio Gómez (1833–1921) Quyền Tổng thống           | —              | 13 tháng 6 năm 1876  | 12 tháng 8 năm 1876             | 60 ngày             | Bảo thủ            |
| —   |           | José María Medina (1826–1878) Quyền Tổng thống          | —              | 12 tháng 8 năm 1876  | 27 tháng 8 năm 1876             | 15 ngày             | Bảo thủ            |
| 10  |           | Marco Aurelio Soto (1846–1908)                          | 1877 1881      | 27 tháng 8 năm 1876  | 19 tháng 10 năm 1883            | 7 năm, 52 ngày      | Tự do              |
| —   |           | Hội đồng Bộ trưởng                                      | —              | 19 tháng 10 năm 1883 | 30 tháng 11 năm 1883            | 42 ngày             | Hội đồng Bộ trưởng |
| 11  |           | Luis Bográn (1849–1895)                                 | —              | 30 tháng 11 năm 1883 | 30 tháng 11 năm 1891            | 8 năm               | Bảo thủ            |
| 12  |           | Ponciano Leiva (1821–1896)                              | —              | 30 tháng 11 năm 1891 | 7 tháng 8 năm 1893              | 1 năm, 251 ngày     | Bảo thủ            |
| 13  |           | Domingo Vásquez (1846–1909)                             | —              | 7 tháng 8 năm 1893   | 22 tháng 2 năm 1894             | 199 ngày            | Bảo thủ            |
| 14  |           | Policarpo Bonilla (1858–1926)                           | —              | 22 tháng 2 năm 1894  | 1 tháng 2 năm 1899              | 4 năm, 344 ngày     | Đảng Tự do         |
| 15  |           | Terencio Sierra (1839–1907)                             | —              | 1 tháng 2 năm 1899   | 1 tháng 2 năm 1903              | 4 năm               | Đảng Tự do         |
| 16  |           | Juan Ángel Arias Boquín (1859–1927)                     | —              | 1 tháng 2 năm 1903   | 13 tháng 4 năm 1903             | 71 ngày             | Đảng Tự do         |
| 17  |           | Manuel Bonilla (1849–1913)                              | 1902           | 13 tháng 4 năm 1903  | 25 tháng 2 năm 1907             | 3 năm, 316 ngày     | Đảng Quốc gia      |
| —   |           | Miguel Oquelí Bustillo (1856–1938) Quyền Tổng thống     | —              | 25 tháng 2 năm 1907  | 18 tháng 4 năm 1907             | 52 ngày             | Đảng Tự do         |
| 18  |           | Miguel R. Dávila (1856–1927)                            |                | 18 tháng 4 năm 1907  | 28 tháng 3 năm 1911             | 3 năm, 344 ngày     | Đảng Tự do         |
| —   |           | Francisco Bertrand (1866–1926) Quyền Tổng thống         | —              | 28 March 1911        | 1 February 1912                 | 310 days            | Đảng Quốc gia      |
| 19  |           | Manuel Bonilla (1849–1913)                              | —              | 1 tháng 2 năm 1912   | 21 tháng 3 năm 1913             | 1 năm, 50 ngày      | Đảng Quốc gia      |
| 20  |           | Francisco Bertrand (1866–1926)                          | 1916           | 21 tháng 3 năm 1913  | 9 tháng 9 năm 1919              | 6 năm, 171 ngày     | Đảng Quốc gia      |
| —   |           | Salvador Aguirre (1862–1947) Quyền Tổng thống           | —              | 9 tháng 9 năm 1919   | 16 tháng 9 năm 1919             | 7 ngày              | Đảng Quốc gia      |
| —   |           | Vicente Mejía Colindres (1878–1966) Quyền Tổng thống    | —              | 16 tháng 9 năm 1919  | 5 tháng 10 năm 1919             | 19 ngày             | Đảng Tự do         |
| —   |           | Francisco Bográn (1852–1926) Quyền Tổng thống           | —              | 5 tháng 10 năm 1919  | 1 tháng 2 năm 1920              | 119 ngày            | Đảng Tự do         |
| 21  |           | Rafael López Gutiérrez (1854–1924)                      | 1919           | 1 tháng 2 năm 1920   | 10 tháng 3 năm 1924             | 4 năm, 39 ngày      | Đảng Tự do         |
| —   |           | Francisco Bueso (1860–?) Quyền Tổng thống               | —              | 10 tháng 3 năm 1924  | 27 tháng 4 năm 1924             | 48 ngày             | Đảng Tự do         |
| —   |           | Tiburcio Carías Andino (1876–1969) Quyền Tổng thống     | 1923           | 27 tháng 4 năm 1924  | 30 tháng 4 năm 1924             | 3 ngày              | Đảng Quốc gia      |
| —   |           | Vicente Tosta (1886–1930) Quyền Tổng thống              | —              | 30 tháng 4 năm 1924  | 1 tháng 2 năm 1925              | 277 ngày            | Đảng Tự do         |
| 22  |           | Miguel Paz Barahona (1863–1937)                         | 1924           | 1 tháng 2 năm 1925   | 1 tháng 2 năm 1929              | 4 năm               | Đảng Quốc gia      |
| 23  |           | Vicente Mejía Colindres (1878–1966)                     | 1928           | 1 tháng 2 năm 1929   | 1 tháng 2 năm 1933              | 4 năm               | Đảng Tự do         |
| 24  |           | Tiburcio Carías Andino (1876–1969)                      | 1932 1936 1939 | 1 tháng 2 năm 1933   | 1 tháng 2 năm 1949              | 15 năm, 334 ngày    | Đảng Quốc gia      |
| 25  |           | Juan Manuel Gálvez (1887–1972)                          | 1948           | 1 tháng 1 năm 1949   | 5 tháng 12 năm 1954             | 5 năm, 338 ngày     | Đảng Quốc gia      |
| —   |           | Julio Lozano Díaz (1885–1957) Quyền Tổng thống          | —              | 5 tháng 12 năm 1954  | 21 tháng 10 năm 1956            | 1 năm, 320 ngày     | Đảng Quốc gia      |
| —   |           | Military Junta                                          | —              | 21 tháng 10 năm 1956 | 21 tháng 12 năm 1957            | 1 năm, 60 ngày      | Quân đội           |
| 26  |           | Ramón Villeda Morales (1909–1971)                       | 1954 1957      | 21 tháng 12 năm 1957 | 3 tháng 10 năm 1963 (Đảo chính) | 5 năm, 285 ngày     | Đảng Tự do         |
| 27  |           | Oswaldo López Arellano (1921–2010)                      | 1965           | 3 tháng 10 năm 1963  | 7 tháng 6 năm 1971              | 7 năm, 247 ngày     | Quân đội           |
| 28  |           | Ramón Ernesto Cruz Uclés (1903–1985)                    | 1971           | 7 tháng 6 năm 1971   | 4 tháng 12 năm 1972             | 1 năm, 179 ngày     | Đảng Quốc gia      |
| —   |           | Oswaldo López Arellano (1921–2010) Quyền Tổng thống     | —              | 4 tháng 12 năm 1972  | 22 tháng 4 năm 1975 (Đảo chính) | 2 năm, 139 ngày     | Quân đội           |
| —   |           | Juan Alberto Melgar Castro (1930–1987) Quyền Tổng thống | —              | 22 tháng 4 năm 1975  | 7 tháng 8 năm 1978              | 3 năm, 107 ngày     | Quân đội           |
| —   |           | Policarpo Paz García (1932–2000) Quyền Tổng thống       | 1980           | 7 tháng 8 năm 1978   | 27 tháng 1 năm 1982             | 3 năm, 172 ngày     | Quân đội           |
| 29  |           | Roberto Suazo Córdova (1927–2018)                       | 1981           | 27 tháng 1 năm 1982  | 27 tháng 1 năm 1986             | 4 năm               | Đảng Tự do         |
| 30  |           | José Azcona del Hoyo (1927–2005)                        | 1985           | 27 January 1986      | 27 January 1990                 | 4 năm               | Đảng Tự do         |
| 31  |           | Rafael Leonardo Callejas Romero (sinh 1943)             | 1989           | 27 tháng 1 năm 1990  | 27 tháng 1 năm 1994             | 4 năm               | Đảng Quốc gia      |
| 32  |           | Carlos Roberto Reina (1926–2003)                        | 1993           | 27 tháng 1 năm 1994  | 27 tháng 1 năm 1998             | 4 năm               | Đảng Quốc gia      |
| 33  |           | Carlos Roberto Flores (sinh 1950)                       | 1997           | 27 tháng 1 năm 1998  | 27 tháng 1 năm 2002             | 4 năm               | Đảng Quốc gia      |
| 34  |           | Ricardo Maduro (sinh 1946)                              | 2001           | 27 tháng 1 năm 2002  | 27 tháng 1 năm 2006             | 4 năm               | Đảng Quốc gia      |
| 35  |           | Manuel Zelaya (sinh 1952)                               | 2005           | 27 tháng 1 năm 2006  | 28 tháng 6 năm 2009 (Đảo chính) | 3 năm, 153 ngày     | Đảng Tự do         |
| —   |           | Roberto Micheletti (sinh 1943) (Quyền Tổng thống)       | —              | 28 tháng 6 năm 2009  | 27 tháng 1 năm 2010             | 213 days            | Đảng Tự do         |
| 36  |           | Porfirio Lobo Sosa (sinh 1947)                          | 2009           | 27 tháng 1 năm 2010  | 27 tháng 1 năm 2014             | 4 năm               | Đảng Quốc gia      |
| 37  |           | Juan Orlando Hernández (sinh 1968)                      | 2013 2017      | 27 tháng 1 năm 2014  | Đương nhiệm                     | 11 năm, 61 ngày     | Đảng Quốc gia      |